# Tholymis tillarga
Tholymis tillarga (tên tiếng Anh: Coral-tailed Cloudwing) là một loài chuồn chuồn ngô có ở Tây Phi nhiệt đới tới quần đảo Thái Bình Dương.

## Hình ảnh

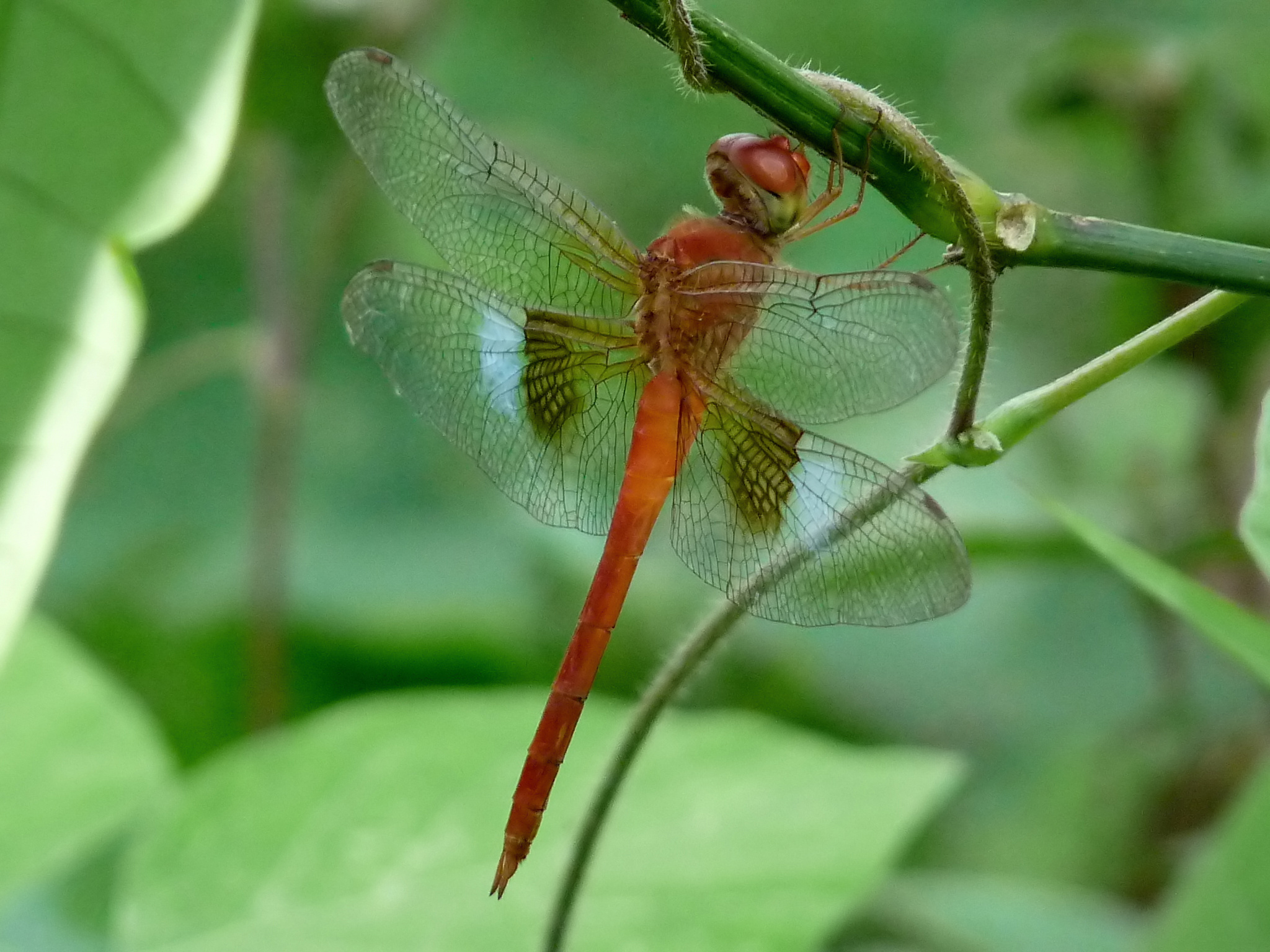
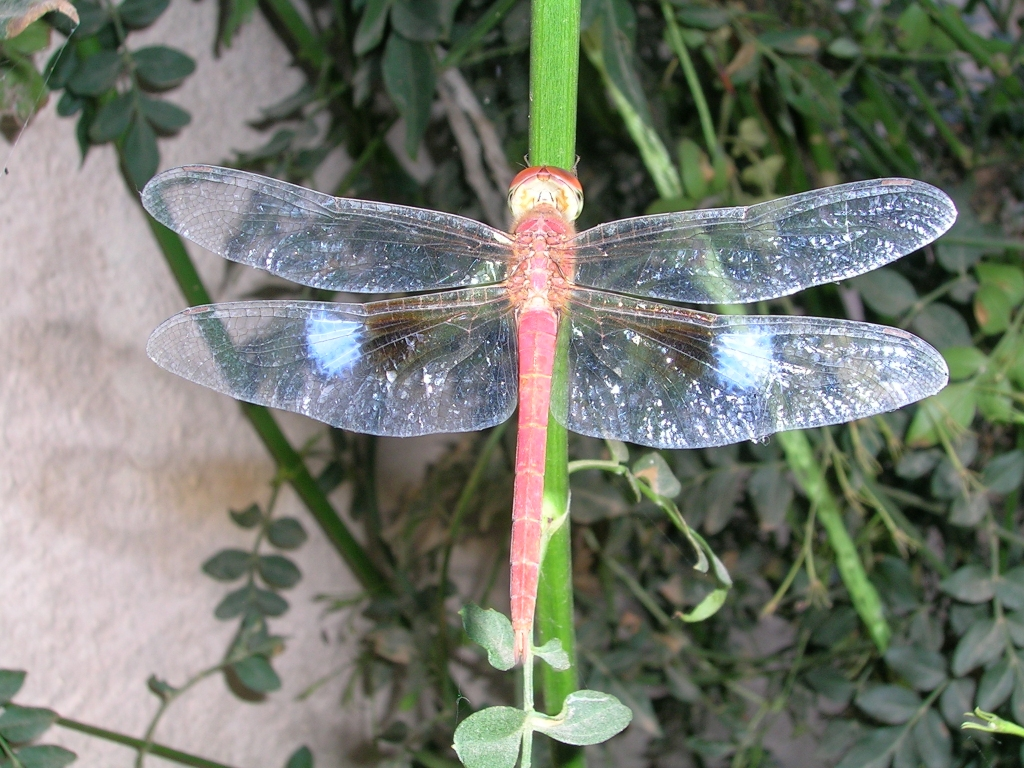
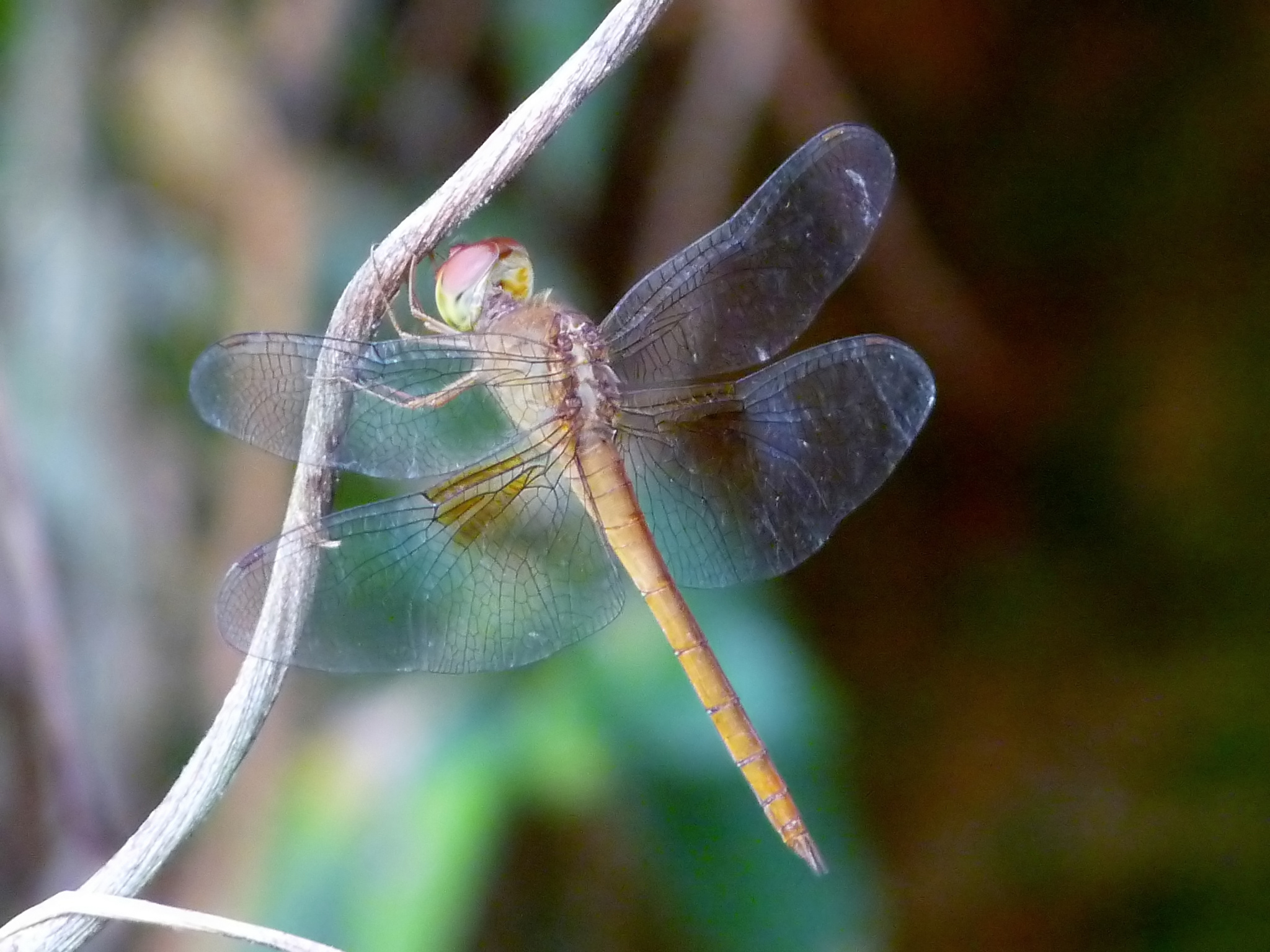
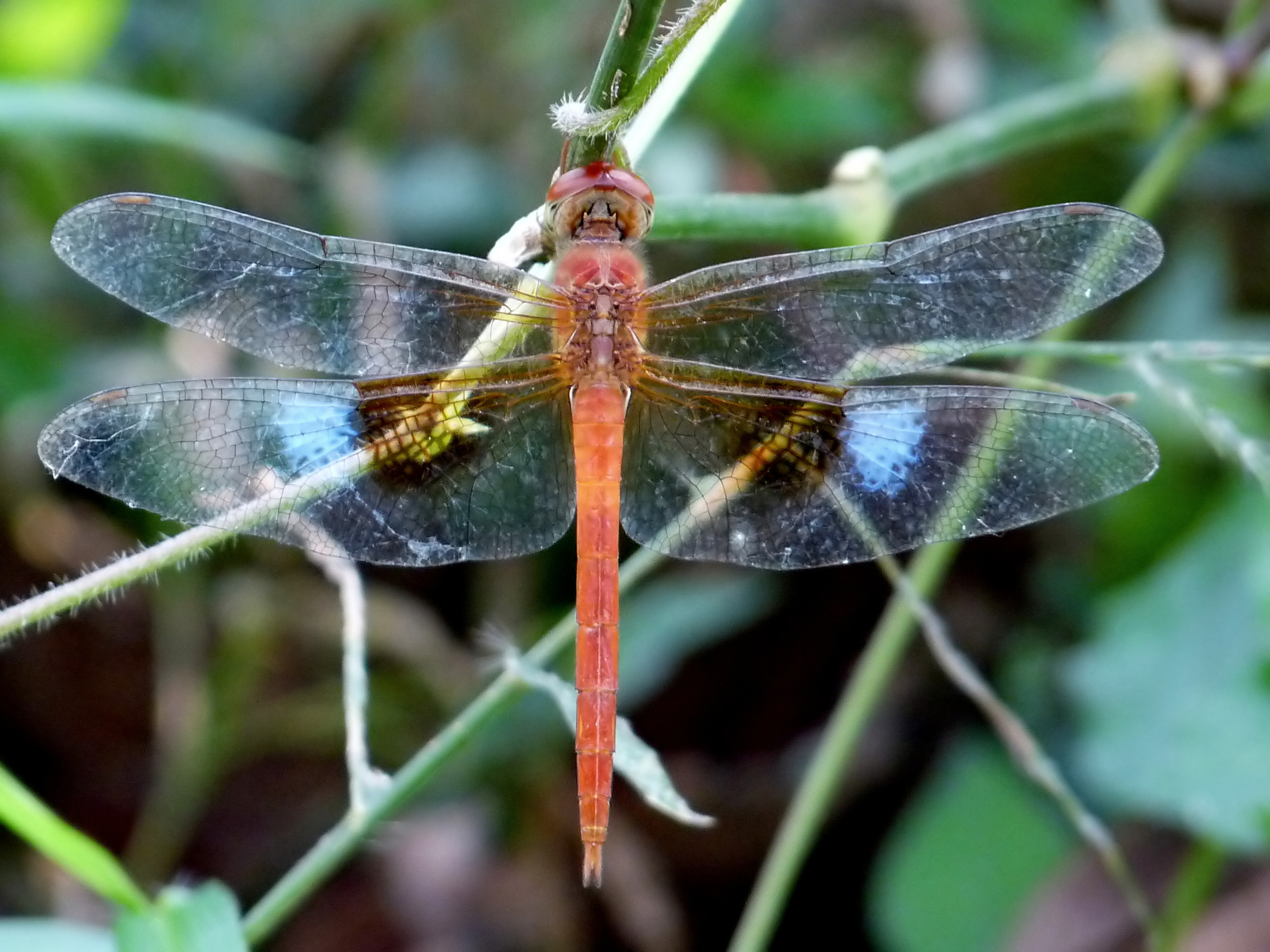